# Jonathan Cleveland
Jonathan Cleveland (n. 19 decembrie 1970, Fresno, California, SUA) este un înotător canadian, medaliat olimpic. A participat la 3 ediții ale Jocurilor Olimpice (1988, 1992, 1996) în care a câștigat două medalii de bronz.